# 272 Łotewski Batalion Schutzmannschaft Daugavgrivas
272 Łotewski Batalion Schutzmannschaft „Daugavgrivas” (niem. Lettische Schutzmannschafts Bataillon „Daugavgrivas” 272) – kolaboracyjny pomocniczy oddział policyjny złożony z Łotyszy podczas II wojny światowej.

## Historia
Został sformowany w lipcu 1942 w Boldera pod Rygą. Na jego czele stanął na krótko ppłk Kārlis Mangulis. Pod koniec lipca tego roku zastąpił go ppłk Juris Taube. Liczył 6 oficerów, 19 podoficerów i 317 szeregowych policjantów. Początkowo batalion pełnił zadania wartownicze i ochronne w Warszawie. Kończył też szkolenie. Na pocz. października przekazał 1 kompanię 274 Łotewskiemu Batalionowi Schutzmannschaft. Pod koniec października został przeniesiony do Dniepropietrowska. Jego liczebność spadła do zaledwie 3 oficerów, 11 podoficerów i 170 szeregowych policjantów. Na okupowanej Ukrainie Łotysze, oprócz służby ochronnej, zwalczali partyzantkę. W lutym 1943 batalion włączono w skład nowo formowanego Legionu Łotewskiego SS.